# Ca n'Oliveró (la Garriga)
Ca n'Oliveró és un edifici del municipi de la Garriga (Vallès Oriental) inclòs en l'Inventari del Patrimoni Arquitectònic de Catalunya.

## Descripció
És una masia aïllada d'una sola nau i de planta rectangular. Consta de planta baixa, pis i golfes. Les façanes, de pedra, estan recobertes amb arrebossat de guix. El portal d'entrada és de pedra amb arc de mig punt adovellat. Les obertures de la planta pis i golfes. Les obertures de la planta pis i golfes són quadrades i estan encerclades amb arc de pedra. La façana principal de la casa s'aixeca davant un pati de petites dimensions. A la part anterior de la casa hi ha l'era. La coberta és a dues vessants.
A la finestra que hi ha damunt el portal d'entrada hi ha una inscripció que diu: "Pere Pau Olivero. 1637".